# Guerpont
Guerpont település Franciaországban, Meuse megyében. Lakosainak száma 236 fő (2022. január 1.). Guerpont Loisey, Silmont, Tannois és Tronville-en-Barrois községekkel határos.

## Népesség
A település népességének változása:
| Lakosok száma | 266  | 274  | 286  | 267  | 254  | 252  | 249  | 245  | 243  | 236  |
|               | 1968 | 1982 | 1990 | 2006 | 2013 | 2015 | 2017 | 2019 | 2020 | 2022 |